# رولند جونو-۱۰۶

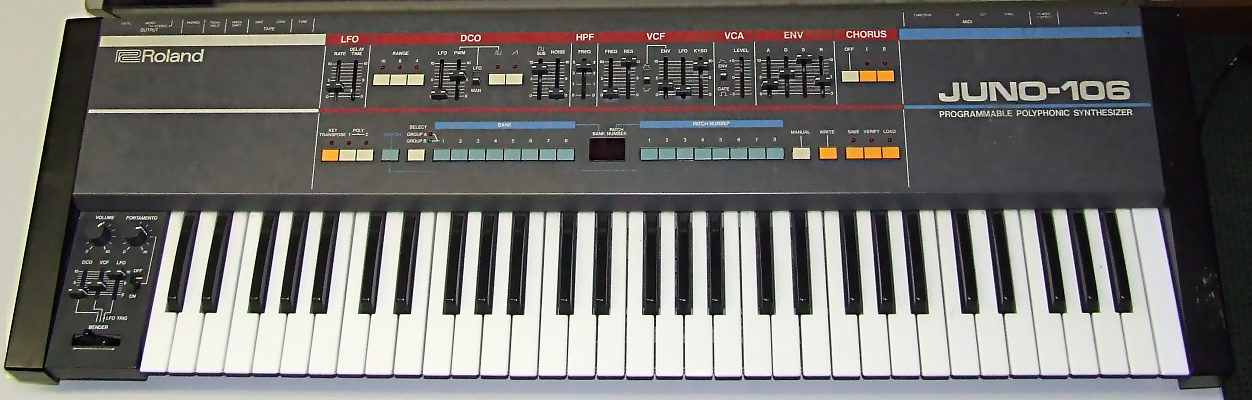
تصویر رولند جونو-۱۰۶

رولند جونو-۱۰۶ (انگلیسی: Roland Juno-106) نوعی سینث‌سایزر است که به‌وسیلهٔ رولند در فوریهٔ ۱۹۸۴ عرضه شد.
جونو-۱۰۶ یک سینتی‌سایزر پلی‌فونیک با شش صدای مختلف است. این دستگاه یک سینتی‌سایزر آنالوگ است، اما از اسیلاتورهای دیجیتال و افکت‌های کُر (Chorus) بهره می‌برد. در حالی که مدل قبلی آن،  جونو-۶۰، تنها ۵۶ پیش‌تنظیم (پَچ) داشت، جونو-۱۰۶ دارای ۱۲۸ پیش‌تنظیم است. این مدل ویژگی اهرم عملکردی رولند را برای تغییرات لحن (Pitch Bend) و مدولاسیون معرفی کرد، که به یکی از ویژگی‌های استاندارد ابزارهای رولند تبدیل شد. همچنین این دستگاه از ام‌آی‌دی‌آی پشتیبانی می‌کند و یکی از اولین سینتی‌سایزرهای آنالوگ بود که به کاربران اجازه می‌دهد تغییرات پارامترها را به‌طور زنجیره‌ای (Sequence) برنامه‌ریزی کنند.